# 原生論
原生論（Primordialism）認定民族是至古以來已經存在的、固定的自然現象。
原生論的起源可以追溯至德國浪漫主義，尤其是約翰·戈特利普·費希特與及赫爾德（Johann Gottfried Herder）。費希特在《對德意志民族的演講》提到「德國民族以共同的語言與及思考方式統一」，他認為語文是民族的決定性特徵。赫爾德認為語文與思考模式是同義詞，而且因為每個社群都有自己的語文，所以每個社群都有不同的思考模式。這樣社群可以維持穩定的自然形態。
原生論不一定只以語文或文化作為認定「民族身份」的方法，還包括（但不限於）：
- 宗教信仰 (例如回教)
- 世系或血統 (例如炎黃子孫)
- 地域
- 習俗

二次世界大戰後，原生論被發現無法有效定義民族的本質，因此大多數研究民族主義的學者也視民族為科技(特別是傳播媒體)與現代政治所建構，这一学派称为现代主义派（参见民族主义研究）。另外有小部分學者改為追求群族象徵論。

## 其他閱讀
- Nationalism 編者: John Hutchinson 與 Anthony D Smith, ISBN 0-19-289260-6